# Effetto Hamburger
L'effetto Hamburger consiste nel movimento di ioni cloruro (Cl−) e bicarbonato (HCO−3) attraverso lo scambiatore cloruro-bicarbonato posto sulla membrana plasmatica dell'eritrocita, denominato banda III. Comporta cambiamenti di volume degli eritrociti a seconda delle condizioni ambientali (concentrazioni di CO2 e HCO−3). Fu descritto dal fisiologo olandese Jakob Hamburger nel 1892.

## Funzionamento
L'anidride carbonica (CO2) rappresenta uno dei prodotti finali del metabolismo ed è presente in elevate concentrazioni nei tessuti periferici. A partire dai piccoli capillari venosi, la CO2 per essere espulsa, deve essere trasportata tramite il flusso sanguigno a livello polmonare. Della CO2 prodotta, l'11% rimane nel plasma, mentre l'89% entra nei globuli rossi: di questa il 5% rimane in forma disciolta nel citoplasma, il 21% si lega a residui di istidina dell'emoglobina (presente all'interno del globulo rosso) mentre il 63% forma prima acido carbonico (H2CO3) poi ione bicarbonato (HCO3-) nella reazione di idratazione catalizzata dall'enzima anidrasi carbonica.
```
   CO
2
 + H
2
O 

  

    

      

        
⇌

      

    

    
{\displaystyle \rightleftharpoons }

  

 H
2
CO
3
 

  

    

      

        
⇌

      

    

    
{\displaystyle \rightleftharpoons }

  

 HCO
3
-
 + H
+
```

Il bicarbonato viene espulso dal globulo rosso attraverso lo scambiatore cotrasporto antiporto cloruro-bicarbonato. Questo scambiatore immette nel globulo rosso ioni cloruro ed emette ioni bicarbonato.
Nel sangue venoso la quantità di CO2 che circola sotto forma di bicarbonato è pari circa all'88% del totale e rappresenta anche il principale agente tamponante del pH ematico. 
Lo scambio è di tipo elettroneutrale perché non c'è un trasferimento netto di cariche, tuttavia l'entrata di ioni cloruro (Cl−) all'interno dell'eritrocita genera un gradiente osmotico che richiama acqua all'interno. Come conseguenza, a livello dei capillari periferici, i globuli rossi tendono a gonfiarsi aumentando di volume.
A livello alveolare la concentrazione (pressione parziale) di CO2 è più bassa che nei tessuti periferici, mentre vi è una più elevata concentrazione di bicarbonato. Nei globuli rossi presenti a questo livello la reazione reversibile dell'anidrasi carbonica avviene in senso opposto: 
Il bicarbonato viene pompato all'interno del globulo rosso mentre lo ione cloruro all'esterno.
All'interno del globulo rosso il bicarbonato viene trasformato in acido carbonico che poi darà acqua ed anidride carbonica. La CO2 così prodotta viene rilasciata nel sangue per passare per diffusione attraverso le pareti dell'alveolo ed essere esalata.